# Nasry Asfura
Nasry Juan Asfura Zablah (ur. 8 czerwca 1958 w Tegucigalpie) – honduraski polityk palestyńskiego pochodzenia, kandydat w wyborach prezydenckich w 2021 roku, w których przegrał z Xiomarą Castro zajmując drugie miejsce.